# 翔月なつみ
翔月 なつみ（しょうづき なつみ、1989年2月25日 - ）は、日本の女性プロレスラー、女優。兵庫県尼崎市出身。マリーゴールド所属。血液型O型。従兄弟にプロ野球・広島東洋カープの床田寛樹がいる。

## 来歴
東京で美容師として働いていたが一時尼崎に戻り、女優を目指して再度上京。2011年、プリンセス関西（現プリンセス大阪）最終選考にエントリーされる。元JDスターのMARUがプロデュースする演劇プロジェクト『水色革命』に参加。舞台『きら星の磁石』でプロレスラー役を演じ、それがきっかけでスターダムの練習生となる。この時期にはプロレスの練習と並行してシュートボクシングの宍戸大樹の下へ出稽古していた。2011年11月14日、プロテストを受けて合格。2012年1月22日、紫雷イオ戦でプロデビュー。
2012年12月公開の水色革命第6弾「純喫茶 せつな。」ではMARU補佐の下で演出も手がけている。この公演にはアイスリボンでレスラーデビューした世羅りさも出演。同年にはファミ通第3回ゲーマーズエンジェル候補。日テレジェニック2013最終候補生にも選ばれるなど芸能活動も活発化した。
2013年4月29日、両国国技館で念願のタッグタイトル、ゴッデス・オブ・スターダム王座を宝城カイリと獲得。しかし同年5月より腰の筋肉損傷で欠場。6月2日に王座返上。2013年7月31日、年内復帰が困難になったためスターダムを退団。
2013年8月10日、『水色革命』旗揚げメンバーとして再出発。同年11月、水色革命から誕生したアイドルダンスユニット『セレボル』を結成。
約2年間プロレス活動はしていなかったが、2015年2月1日、正式に現役引退を表明する。同時に芸能活動からも退いた。
2016年、尼崎中小企業センターで行われた救世忍者乱丸自主興行「乱丸フェスタ15」にて急きょレフェリーを務めた。2019年12月4日、コルバタ主催第27回公演「イヴノキセキ」にて女優業に復帰する。
2021年7月23日、本名の床田菜摘から澄川 菜摘（すみかわ なつみ）に芸名を改名。同年10月22日、プロレス復帰を発表。2021年11月6日、アクトレスガールズ新木場大会での、なる戦でプロレスに復帰する。
2024年3月24日、後楽園ホール公演で第3代AWGシングル王座を獲得。4月14日、新木場1stRING公演で後藤智香相手に初防衛に成功、その日をもってアクトレスガールズを退団。
4月15日、新団体「マリーゴールド」の旗揚げ記者会見の終盤に同じく退団したアクトレスガールズ勢と現れ参戦を訴えた。4月30日の会見にてマリーゴールド入団を発表し、リングネームを再び翔月なつみに戻す。これに伴いプロレス活動に復帰。
5月20日、マリーゴールド旗揚げ戦では松井珠紗と組み、ともにプロレスデビュー戦となる天麗皇希＆後藤智香組と対戦するも敗北。
6月11日、タッグマッチで松井にフォール負けを喫すると、松井は新設のマリーゴールド・スーパーフライ級王座の獲得を宣言。これに翔月が反応し、初代王座決定トーナメントの開催が決定。6月15日の1回戦でゼイダ・スティールを下し、7月13日の両国国技館大会で行われる王座決定戦に駒を進める。
7月13日、両国国技館で行われた初代王座決定戦で松井にフォール勝ちし、初代スーパーフライ級王者となった。

## 人物
- 少林寺拳法を小学生時に習っており[5]、スターダム時代のコスチュームもこの経験にちなむ。ニックネームも「少林ガール」であった[6]。
- 2016年度プロ野球ドラフト会議で広島東洋カープから3位指名で入団したプロ野球選手の床田寛樹は従姉弟にあたる。マリーゴールド入団時に与えられた背番号「28」は当時の床田寛樹の背番号でもあった（2025年から「19」に変更）。
- バイクが大好きで中型バイクが欲しかったが、バイクを買えなかったためプラモデルで我慢したことでバイクのプラモデル作成にはまる。ブログにも完成したバイクのプラモデルがたびたび登場している。
- 楽器は小学校からエレクトーン、高校から軽音部でギター、その後バンド活動の時はベース。
- ゲームや漫画が非常に好きで、それが高じてゲーマーズエンジェルにエントリーするほどである。恋愛シミュレーションからFFなど幅広くプレイしている。好きな漫画は週刊少年ジャンプ系で、特に『NARUTO』が好き。
- 色々なゲームやアニメの缶バッジも収集している。暇があればゲームや漫画を読んだりしているが、舞台出演など多忙になったためあまり時間が取れないという。
- 好きな食べ物はいちごやパスタで嫌いな食べ物はチョコと生クリーム。また、ワサビやカレーなどスパイス系が苦手。
- 好きなスポーツはテニスで、軟式テニスでは市の代表でもある。また、ブログでもたびたび日本代表ユニフォームでサッカーの国際試合を観戦している模様が掲載されている。
- 好きな男性タレントは新藤晴一・ジャッキー・チェン。好きな女性タレントは上戸彩・井上真央。好きなアーティストはポルノグラフィティやBIGBANGで、よくコンサートにも出かけている。
- 好きな色は黄色であるが、プロレスではイメージカラーとしてオレンジを使用していた。

## タイトル歴
スターダム
- 第4代ゴッデス・オブ・スターダム王座（パートナーは宝城カイリ）

マリーゴールド
- 初代マリーゴールド・スーパーフライ級王座

Actwres girl'Z
- 第3代AWGシングル王座（第2期）

## 入場曲
- 激と撃（NARUTOオリジナルサウンドトラックより）
- 翔林Girl（WORLD WONDER RING STARDOMより）
- Rocketeer（INI） 復帰戦
- SHOW TIME（マリーゴールド時代）

## 出演

### テレビ
- ステキ+life（J:COM）
- ホメられてノビるくんA（フジテレビ）
- 銭形金太郎（テレビ朝日）
- つながるセブン(J:COM)
- スクール革命！(日本テレビ)
- KAT-TUNの世界一ダメな夜！(TBS)

### 舞台
- こちら崖っぷち芸能社 如月吾郎事務所　出演
- きら星の磁力〜リングは運命 レフリーは天命〜　出演
- 水色革命〜下北沢へのロード第4弾〜 『國術』で初主演
- 水色革命〜下北沢へのロード第5弾〜 『隣のおばちゃん』出演
- 水色革命〜下北沢へのロード第6弾〜 『純喫茶せつな。』で初プロデュース・演出・出演
- 水色革命〜第7弾〜『Tears』 翔月なつみとして出演
- 水色革命〜第8弾〜　旗揚げ公演〜『ポチのしっぽに、舞い落ちる雪』出演
- スーパープロジェクト主催　『ハルジオン』出演
- I&Iファクトリー主催 トノゲキ年末感謝公演『バンク・バン・レッスン』出演
- 水色革命〜第9弾〜『けあるぅら珈琲店』主演
- REINA女子プロレス 演劇公演『フィリピン人の父に投げっぱなしジャーマン』出演
- skyZAプロジェクト『怪獣の泣いた夜』出演
- 水色革命〜第11弾〜萬大本公演〜『空飛ぶ自転車』主演
- コルバタ和興組『イヴノキセキ☆☆☆』出演
- コルバタ狭間組『誓橋』主演
- LIVEDOG株式会社『レディ・ア・ゴーゴー!! 2021』Team  Waffle 出演